# 기인열전
기인열전(奇人列傳)은 문화방송에서 제작·방영한 시사교양 프로그램이다. 국내외 기인과 동물들의 묘한 재능을 소개했다.

## 방송 시간
| 방송 채널 | 방송 기간                        | 방송 시간                       | 방송 분량 |
| --------- | -------------------------------- | ------------------------------- | --------- |
| MBC TV    | 1997년 3월 9일 ~ 1998년 4월 19일 | 매주 일요일 저녁 5시 10분 ~ 6시 | 50분      |
| MBC TV    | 1998년 4월 25일 ~ 1998년 9월 5일 | 매주 토요일 저녁 6시 10분 ~ 7시 | 50분      |

## 역대 진행자
- 정재환
- 박미선
- 노사연

## 같이 보기
- 묘기대행진
- TV특종 놀라운 세상
- 순간포착 세상에 이런일이
- 제보자들